# 米拉德·穆罕默迪
米拉德·穆罕默迪·凯什马尔齐（波斯語：‌میلاد محمدی کشمرزی；1993年9月23日—），是一名伊朗职业足球运动员，司职后卫。现效力于希腊超级足球联赛球队AEK雅典，他也是伊朗国家队的队员之一。